# Pie noir du Pays basque
Le porc pie noir du Pays basque, appelé plus simplement aussi porc basque (Euskal Xerria : « porc basque » ou Xuri eta beltza : « blanc et noir » en basque), est une variété de la race porcine basco-béarnaise, celle-ci peuplait autrefois l'extrême sud-ouest pyrénéen, ainsi que les provinces voisines du nord de l'Espagne.

## Caractéristiques
Le standard de la race Pie noir du Pays basque a été établi en 1921. C'est un porc de type ibérique, coureur, pouvant chercher sa nourriture dans les bois et dans les champs. Il est court sur membres au corps ramassé et se distingue par sa couleur caractéristique noire et blanche (tête et « cul » sont noirs, le reste du corps étant blanc). Il a des oreilles noires tombant sur les yeux.
Le porc Pie noir du Pays basque a certainement au départ, un haut degré de parenté avec le porc limousin[réf. nécessaire].

## Élevage
Sa bonne résistance aux conditions climatiques difficiles et son peu d’exigence en matière de nourriture (herbe, châtaignes, glands, pois, fruits...), font du porc basque un animal très bien adapté à l’élevage en montagne. En semi-liberté, il parcourt les montagnes pendant plus d'un an avant de rejoindre les étals des charcutiers.
Assez précoce pour une race locale, il est abattu vers l'âge de dix à dix-huit mois. Sa chair ferme et savoureuse a fait la renommée des jambons de Kintoa AOP et autres salaisons du Sud-Ouest français.

## Conservation de la race
Au cours du XXe siècle, du fait de la raréfaction des chênes, victimes de la déforestation, le nombre d'individus a diminué considérablement jusqu'à la quasi-disparition de la race. Depuis les années 1980 elle connaît un nouveau développement avec l'appui du programme de conservation des races locales, conduit par Claude Texier et Michel Luquet à l'IFIP-Institut du porc qui permettent à la race de se reconstruire à partir du porc pie noir de Bagnères. Actuellement, on recense environ 430 truies, chez 70 éleveurs.
En 1989, une vingtaine de producteurs de la vallée des Aldudes en Basse-Navarre (Pays basque français), se regroupent autour  de Pierre Oteiza (producteur et salaisonnier) pour fonder l'« Association du Porc basque » dont l'objectif est de relever le nombre de porcs pie noir du Pays basque. À l'époque, ce nombre s'élevait à seulement 25 porcs dans la région, ils ont réussi à le faire passer à plus d'un millier en l'an 2000.[réf. nécessaire]
Race dite « en conservation » et à risque d'extinction, le pie noir du Pays basque est recensé dans la base de données de l'Arche du goût.

## Labellisations
En 2016 En 2019, le jambon Kintoa (Kintoa signifiant « du Pays-Quint ») a obtenu une Appellation d'origine contrôlée (AOC) ;

En 2017 la viande de porc Kintoa, du groupe Pie noir du Pays basque a reçu l'Appellation d'Origine Protégée (AOP) en 2017 ; 

En 2019 le jambon Kintoa a  aussi reçu une AOP.
Ceci implique que pendant au moins 7 mois, ces animaux (abattus à un âge minimal de 12 mois et maximal de 24 mois) aient été nourris de glands, de châtaignes, d'herbes, de racines et de céréales, en souvenir du droit de glandage pour les porcs, localement dit "droit de quinta" - autrefois perçu par les rois de Navarre, au moins à partir du XIIIe siècle, quand les porcs transhumaient des vallées vers les montagnes de Navarre. Aujourd'hui pour qu'ils ne dégradent pas trop les sols, ces porcs sont munis d'un anneau au groin qui les empêche de fouiller profondément la terre.  Le jambon de couleur rouge soutenue doit être salé avec l'IGP « Sel de Salies-de-Béarn », et affiné dans le séchoir naturel des Aldudes où les vents marins alternent avec les vents dominants (du sud) durant 16 à 18 mois. La viande sèche est frottée avec une poudre AOP « Piment d'Espelette »,.

## Notes et références

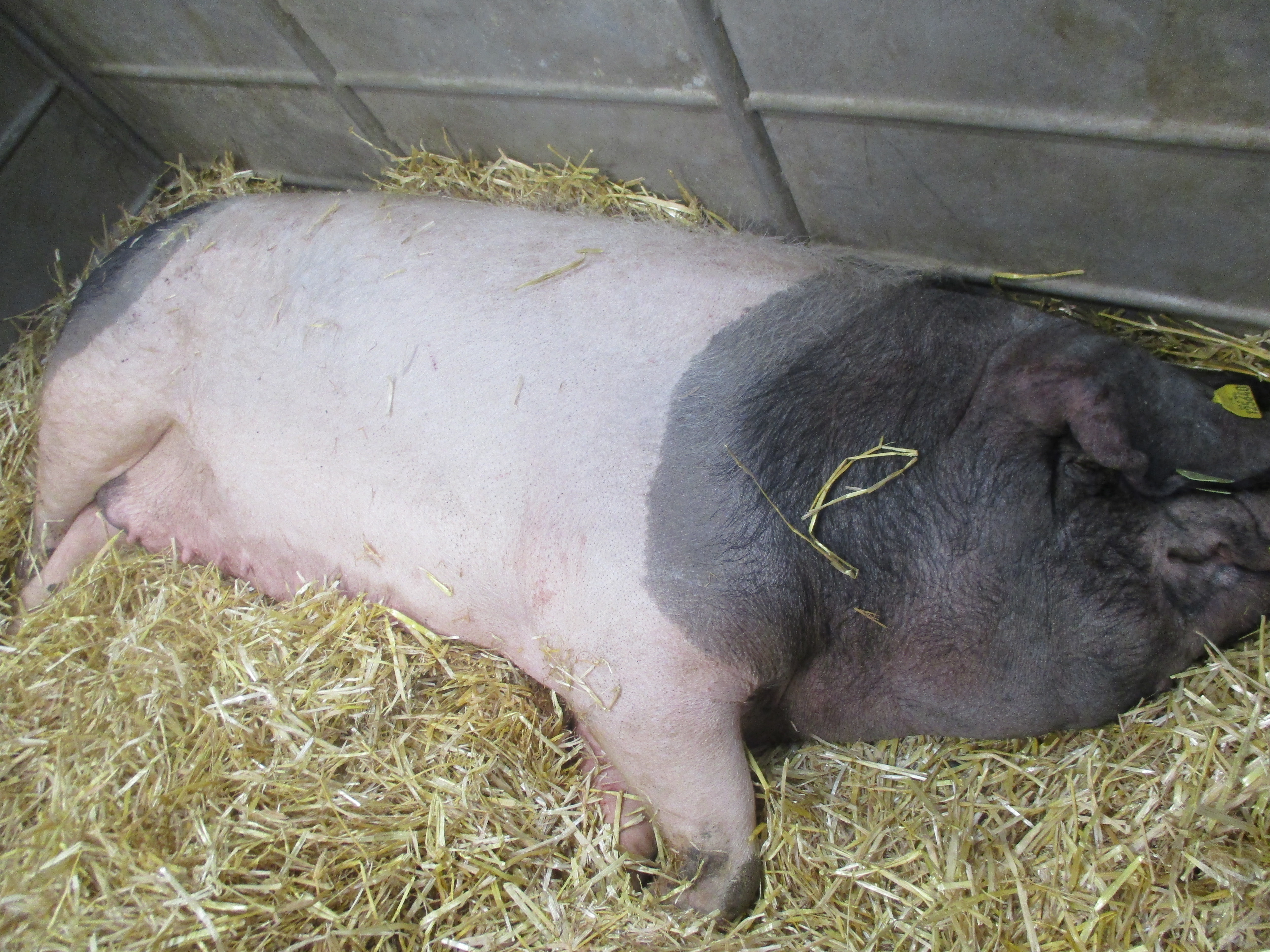
Truie pie noir du Pays basque.